# Етноцид
Етноцид је истребљење култура.
Осврћући се на правну и академску историју употребе термина геноцид и етноцид, Бартоломе Клаверо их разликује наводећи да „геноцид убија људе, док етноцид убија друштвене културе кроз убијање појединачних душа“.  Етноцид или културни геноцид је могућ без геноцида.
Пошто су концепти као што су културни геноцид и етноцид коришћени у различитим контекстима, антропологија геноцида испитује њихово укључивање и искључивање у закон и политику.

## Порекло речи
Рафаел Лемкин је лингвиста и правник који је 1943. сковао геноцид као спој грчке речи genos (раса, племе) и латинске cide (убијање), такође је предложио етноцид као алтернативни облик који представља исти концепт, користећи грчки ethnos (нација) уместо genos-а.  Међутим, термин геноцид је добио много шире усвајање од етноцида.

## Употреба
Још 1933. године адвокат Рафаел Лемкин је предложио да геноцид има културну компоненту, компоненту коју је назвао „културним геноцидом“.  Термин је од тада стекао реторичку вредност као фраза која се користи за протест против уништавања културног наслеђа.
Састављачи Конвенције о геноциду из 1948. разматрали су употребу овог термина, али су га избацили из свог разматрања.  Правна дефиниција геноцида је остала неодређена у погледу тачне природе у којој се геноцид врши, тако да је то уништавање са намером да се уништи расна, вјерска, етничка или национална група као таква.
Члан 7 нацрта Декларације Уједињених нација о правима аутохтоних народа из 1994. користи реч „етноцид“ као и израз „културни геноцид“, али не дефинише шта они значе.
Декларацију Уједињених нација о правима староседелаца усвојила је Генерална скупштина Уједињених нација током свог 62. заседања у седишту УН-а у Њујорку 13. септембра 2007. године, али се помиње само „геноцид“, а не „културни геноцид“, иако је члан је иначе непромењен.

## Појмови етноцида

### УНЕСКО
У УНЕСКО-овој „Декларацији Сан Хозеа“:
Декларација из Сан Хозеа обавезује Сједињене Државе и народе Централне Америке да се укључе у дубљу дискусију о широком спектру питања. Ова питања укључују: јачање демократије и регионалне безбедности, изградњу трговине и инвестиција, борбу против криминала, дроге и корупције, промовисање дијалога о имиграцији и постизање праведнијег и одрживог развоја. У Декларацији из Сан Хозеа, УНЕСЦО се такође бави и ради на дефинисању етноцида. УНЕСЦО дефинише појам на следећи начин:
Етноцид значи да је етничкој групи ускраћено да ужива и преноси своју културу и свој језик, да ли индивидуално или у колективу.

### Роберт Жаулин
Француски етнолог Роберт Жаулин (1928-1996) предложио је редефинисање концепта етноцида 1970. године, да се не односи на средства већ на циљеве који дефинишу етноцид.  Сходно томе, етноцид би био систематско уништавање мисли и начина живота људи другачијих од оних који спроводе овај подухват уништења. Док геноцид убија људе у њиховом телу, етноцид их убија у њиховом духу.

### Пјер Кластрес
У поглављу 4 Археологије насиља Пјера Кластреса.
Етноцид, за разлику од геноцида, није заснован на уништавању физичке личности, већ на уништавању културе особе. Етноцид истребљује начине размишљања, живљења и бивања из различитих култура. Она има за циљ уништавање културних разлика, посебно усмерених на идеју „погрешних“ разлика, које су присутне у мањинској групи, претварањем становништва групе у културну норму одређеног места. Ово мерење разлика према сопственој култури назива се етноцентризмом. Етноцентрични ум се заснива на претпоставци да постоји хијерархија супериорних и инфериорних култура. Стога се етноцид нада да ће подићи инфериорне културе у статус супериорних култура на било који начин.

### Бери Саутман
Бери Виктор Саутман је професор на Одсеку друштвених наука на Универзитету науке и технологије у Хонг Конгу.
„Намера која лежи у основи етноцида није иста намера као намера културног геноцида, из истог разлога што није везана за физичко или биолошко уништење групе. Стога је намера обично усмерена на присилну асимилацију, а не на десетковање становништва. Дакле, намера која лежи у основи етноцида је намерни чин који резултира културном смрћу“.